# Pellizzari-reactie
De Pellizzari-reactie is een organische reactie waarbij een amide en een hydrazide reageren tot een 1,2,4-triazool:
Wanneer de alkylgroepen van het amide en het hydrazide verschillende zijn, ontstaat een mengsel van isomeren.